# 臺北市大安區仁愛國民小學
臺北市大安區仁愛國民小學（Taipei Municipal Ren-Ai Elementary School），簡稱仁愛國小，位於臺灣臺北市大安區安和路一段60號。創校於1959年，原為解決當時住家漸多，鄰近學校建安國小無法負荷，因而創校。

## 校史沿革
- 1952年7月，台北市政府教育局公告新設之國民學校預定地(包含現今仁愛國中)；1959年8月創校，總班級3班，總學生144人。[2][3]
- 1989年：增建感覺統合教室、教師辦公室、設置中央飲水系統與整建PU操場。
- 2006年：開始與美國中美國際學校（Chinese American International School）進行學生交流。
- 2008年：校園優質化工程完工。
- 2009年11月27日：舉辦創校50周年校慶。[4]
- 2017年：結束與美國中美國際學校（Chinese American International School）進行交流。
- 2019年11月23日：舉辦創校60周年校慶。
- 2024年：開始與美國馬可德學校（Mark Day School）進行學生交流。

## 爭議
1. 2011年9月，校內多間廁所整建工程至開學仍未完工。校方表示由於空間狹小工程難度高，造成開學仍未完工，另租用流動廁所應急。

## 學校周邊
- 信義安和站
- 仁愛國中
- 國泰醫院
- 臨江街觀光夜市

## 資料來源
1. ↑  .   [2015-07-24]. （原始内容存档于2015-07-24） （中文（繁體））.
2. 1 2  .   [2015-07-24]. （原始内容存档于2015-07-24） （中文（繁體））.
3. ↑   . 2010年6月: 206~209 （中文（繁體））.
4. ↑   （中文（繁體））.
5. ↑  . 2011-09-14  [2015-07-24]. （原始内容存档于2015-07-24） （中文（繁體））.
6. ↑  . 2011-08-31  [2015-07-24]. （原始内容存档于2015-07-24） （中文（繁體））.

## 外部連結
- 臺北市大安區仁愛國民小學 （页面存档备份，存于）
- 臺北市政府教育局